# Suzanne Breen
Suzanne Breen (1967) es una periodista norirlandesa. Fue la editora norirlandesa del Sunday Tribune Y escribía para la revista Village Magazine sobre distintos tópicos norirlandeses.
Se produjo un contacto con el Servicio de Policía de Irlanda del Norte (PSNI) cuando se atribuyeron la responsabilidad del tiroteos en Masserene Barracks, habiendo admitido la muerte de Denis Donaldson.
EIn 2009, fue abordada por la Police Service of Northern Ireland y se le pidió entregara detalles de las fuentes, negándose a hacerlo. Ella fue apoyada por el Unión Nacional de Periodistas (cubre Reino Unido y República de Irlanda; y, el Sunday Tribune. Breen dijo que su vida podría estar en peligro si ella revelara sus fuentes.
Parecería, por fuentes judiciales, que se estaba dispuesto a conceder el pedido a la PSNI, pero, en junio de 2009, el Tribunal Superior de Belfast falló a su favor, diciendo que no debía entregar sus notas. Le habían afirmado, por un tercero, que de entregar sus notas, ella y su familia estarían en peligro por el Real IRA.